# Lipp
Lipp je pivnice v Paříži. Nachází se na boulevardu Saint-Germain v 6. obvodu. Od roku 1935 se zde uděluje literární cena Prix Cazes pojmenovaná podle jednoho z bývalých majitelů podniku.

## Historie
Dne 27. října 1880 otevřel Léonard Lipp pivnici na Boulevardu Saint-Germain. Původem Alsasan Léonard Lipp svůj podnik proslavil klobásami s kysaným zelím jako hlavním jídlem a pivem. Během první světové války musel svou německy znějící pivnici přejmenovat na Brasserie des Bords. V červenci 1920 převzal podnik Marcellin Cazes z Auvergne. V té době byl již navštěvován některými básníky jako Paul Verlaine nebo Guillaume Apollinaire. V roce 1935 majitel vytvořil literární cenu Cazes, která byla původně každoročně udělena autorovi, který nikdy žádnou jinou cenu nedostal. V roce 1955 převzal vedení podniku jeho syn Roger Cazes. Dne 29. října 1965 byl před pivnicí unesen Mehdi Ben Barka, politický oponent marockého krále Hasana II. Od roku 1990 postupně převzala podnik rodina Bertrandových, původem také z Auvergne.